# (10735) Seine
(10735) Seine – planetoida z pasa głównego asteroid okrążająca Słońce w ciągu 3 lat i 237 dni w średniej odległości 2,37 j.a. Została odkryta 15 lutego 1988 roku w Europejskim Obserwatorium Południowym przez Erica Elsta. Nazwa planetoidy pochodzi od francuskiej nazwy Sekwany, głównej rzeki Francji. Przed nadaniem nazwy planetoida nosiła oznaczenie tymczasowe (10735) 1988 CF6.